# トゥドゥマリの浜

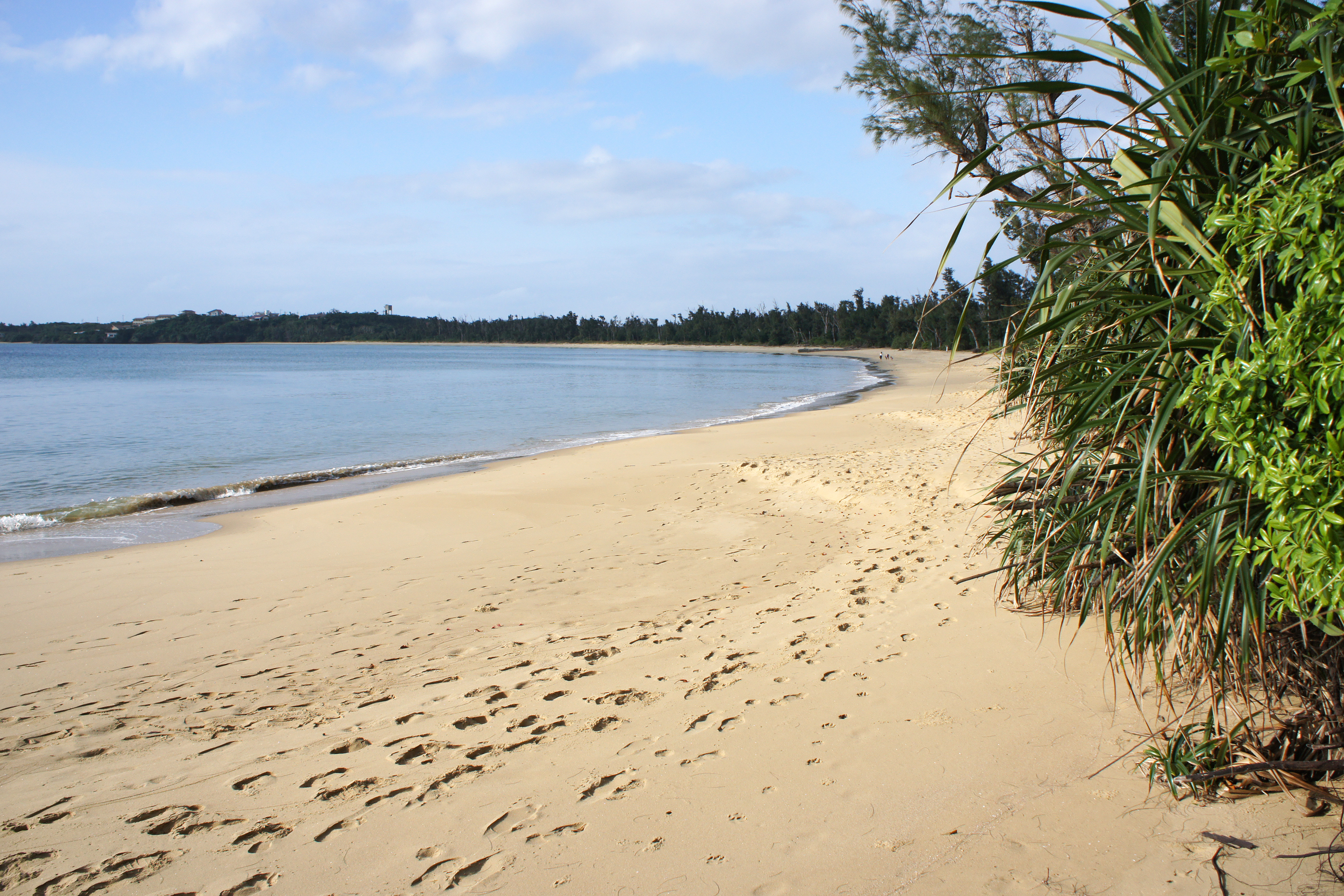
トゥドゥマリの浜

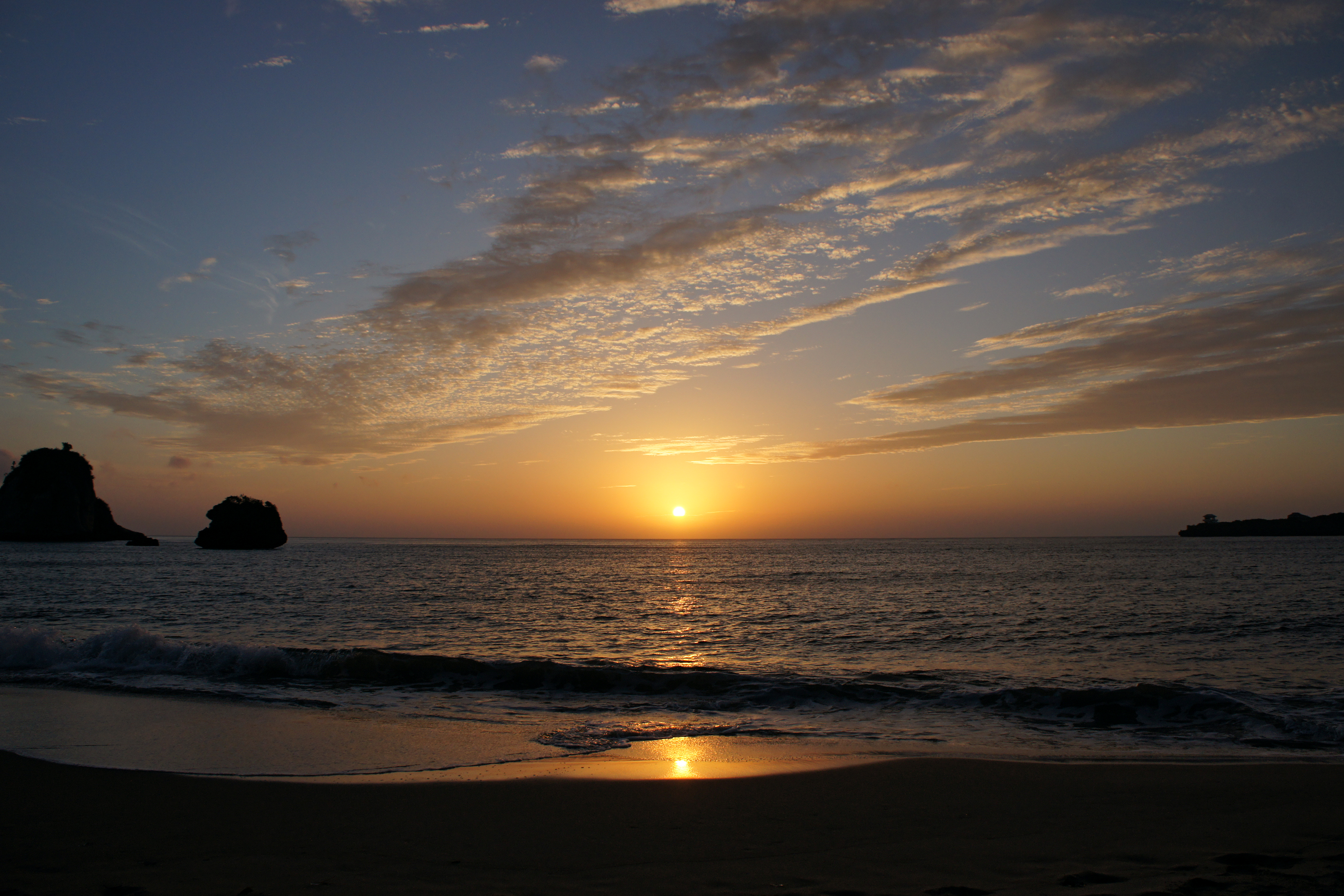
夕日

トゥドゥマリの浜（トゥドゥマリのはま）は、南西諸島西表島の宇那利崎の付け根にある砂浜である。通称は月ヶ浜。

## 概要
鳴き砂、ウミガメの産卵、夕日のスポットなどでも有名な西表島を代表するビーチの一つ。ビーチは曲線が孤を描くような形をしており、砂の色は白い。浦内川の河口域近くに位置するため、上流より運ばれてくる白砂が沖まで堆積し、一方でサンゴは発達していない。サンゴや貝など生物由来の砂浜が一般である琉球諸島において、この海岸は唯一の岩石由来の砂浜である。
この砂浜の内陸側には、2004年4月にリゾートホテル西表サンクチュアリーリゾートニラカナイ（現星野リゾート 西表島ホテル）が開業している。このホテルの建設に際しては、地元住民、学者、市民運動家らによる反対運動が起きた。

## 所在地
沖縄県八重山郡竹富町上原

## 交通アクセス
- 上原港から西表島交通バスで10分、「星野リゾート 西表島ホテル」停留所下車すぐ。

## 周辺
- 浦内川
- アトゥク島
- 宇那利崎